# Sharknado 2: The Second One
Sharknado 2: The Second One är en amerikansk komisk monster-katastroffilm från 2014 i regi av Anthony C. Ferrante.
Filmen är den andra av sex filmer i Sharknado-serien.

## Handling
Fin och April reser till New York för att rädda stadens innevånare från en ny hajattack.

## Rollista i urval
- Ian Ziering - Fin Shepard
- Tara Reid - April Wexler
- Vivica A. Fox - Skye
- Mark McGrath - Martin Brody
- Kari Wuhrer - Ellen Brody
- Judd Hirsch - Ben
- Kurt Angle - brandkårschefen
- Billy Ray Cyrus - dr Quint
- Andy Dick - polisman Doyle
- Robert Hays - kapten Bob Wilson
- Richard Kind - "The Blaster" McGuinness
- Kelly Osbourne - flygvärdinnan
- Matt Lauer - sig själv
- Kelly Ripa - sig själv
- Al Roker - sig själv
- Michael Strahan - sig själv